# سیارک ۱۷۱۰۱
سیارک ۱۷۱۰۱ (به انگلیسی: 17101 Sakenova، نامگذاری:1999JZ38) هفده هزار و صد و یکمین سیارک کشف شده‌است که در ۱۰ مه ۱۹۹۹ کشف شد.
قدر مطلق سیارک برابر ۲۰.۴ است.